# Pelourinho de Seixo da Beira
O Pelourinho de Seixo da Beira é um pelourinho situado na freguesia de Seixo da Beira, no município de Oliveira do Hospital, distrito de Coimbra, em Portugal.
Está classificado como Imóvel de Interesse Público desde 1933.